# Johan Fredrik af Lundblad
Johan Fredrik af Lundblad, född 8 april 1791 i Lund, död 5 april 1854 i Strassburg, var en svensk ämbetsman och historisk författare.

## Biografi
Lundblad var son till Johan Lundblad och Margareta Beata Lundblad, född Sjöberg. Gift 1819 med Carolina Filippina von Norrman. Han blev 1811 filosofie magister vid Lunds universitet och blev samma år extra ordinarie kanslist och auskultant vid Svea hovrätt. Han blev 1813 kopist, 1814 kanslist och 1816 protonotarie. Han var sedan sin tidiga ungdom nära vän till Esaias Tegnér. Lundblad utnämndes 1818 till svensk postagent i Stralsund och därjämte till svensk konsul för Neu- och Vorpommern. Under de närmast följande åren bedrev han för svenska statens räkning viktiga finansiella underhandlingar, dels i Hamburg, dels med preussiska regeringen om likvidationsärenden rörande det 1815 avträdda Svenska Pommern. Han verkade även framgångsrikt för upprättandet av en bättre ordnad postgång och persontrafik mellan Ystad och Tyskland, varigenom tävlan upptogs med trafiken över danska öarna. Redan 1820 påyrkade han sålunda de dåliga svenska postjakternas ersättande med "ångskepp", en konvention om en dylik linje, Ystad-Stralsund, avslöts 1821 med preussiska regeringen, och i april 1824 var ångbåtstrafiken på denna linje i gång. På grund av ogynnsamma hamnförhållanden i Stralsund blev 1827 Greifswald på hans förslag linjens tyska utgångspunkt. År 1830 övertog han själv denna ångbåtsförbindelse på entreprenad.
Lundblad hade 1821 för sina förtjänster om statsfinanserna och postgången adlats med namnet af Lundblad (introducerad 1822), fick 1820 förste expeditionssekreterares fullmakt, blev 1823 generalkonsul i före detta Svenska Pommern och Mecklenburg, 1827 postkommissarie i Greifswald och 1830 legationsråd. Han deltog i riksdagarna 1823 och 1828-1830 samt ådrog sig därunder genom visad sympati för oppositionen kung Karl XIV Johans misshag. Emellertid användes han fortfarande i en rad finansiella uppdrag för statens räkning. Därunder inlät han sig personligen i vidlyftiga spekulationer, bland annat i spanska statspapper, vilka 1833 vållade hans ruin. Ur stånd att gälda en betydande uppbördsskuld till Postverket, begärde han då avsked och rymde till Paris, varefter han (november 1833) entledigades från sina befattningar. Han vistades en tid 1834-1835 i hemlighet hos sin bror i Helsingborg, sysselsatt med historiskt författarskap, och tillbringade sin återstående tid i Frankrike, mest i Paris, som översättare och skriftställare.
Lundblad skrev det biografiska arbetet Svensk Plutarch (tre band, 1823-1831, även i tysk upplaga) och Konung Carl X Gustafs historia (två band, 1825-1829; tysk upplaga 1826-1829). Han är även författare till det av brodern, ryttmästaren Knut Lundblad, utgivna arbetet Konung Carl XII:s historia (två band, 1835-1839; tysk utökad översättning av danske majoren G.F. von Jenssen 1835-1840; denna översättning i bearbetning på danska 1854). I Paris utgav Lundblad 1839-1841 flera bearbetningar och översättningar av historiska arbeten om de nordiska länderna. Han efterlämnade i handskrift omfattande, delvis självbiografiska, Anteckningar rörande Sveriges historia efter 1809 (nu i Kungliga biblioteket). Han blev ledamot av Krigsvetenskapsakademien 1827.

### Redaktörskap
- Handbok uti ryska historien ifrån statens början intill närvarande tid. Lund. 1807. Libris 2058166
- Minnestafla öfwer Sweriges konungar, omarbetad och utgifwen af Joh. F. Lundblad. =(Rubr.)= (Lund 1809, tryckt hos prof. D. Joh. Lundblad, och på desz förlag.). Lund. 1809. Libris 2401620

### Översättningar
- Fedor Ivanovič Jankovič de Mirievo: Handbok uti ryska historien ifrån statens början intill närwarande tid (översatt från tyska) (Lund, 1807)
- Christian Gottlob Bröder: Praktisk grammatik för latinska språket (Lund, 1808)
- Adam Oehlenschläger: Aly och Gulhyndy (Stockholm, 1811)